# Marzec 2006

## 3 marca2006
- Zmarł polski aktor dubbingowy Krzysztof Kołbasiuk.

## 4 marca2006
- Janusz Onyszkiewicz został przewodniczącym Partii Demokratycznej-demokraci.pl. (gazeta.pl)

## 5 marca2006
- U dwóch martwych łabędzi znalezionych w Toruniu wykryto wirus ptasiej grypy typu H5N1, który jest groźny dla człowieka. Więcej w Wikinews.
- Po raz 78. rozdano Oscary. Za najlepszy film uznano Miasto gniewu, a za najlepszego reżysera Anga Lee. Reese Witherspoon i Philip Seymour Hoffman odebrali statuetki za najlepsze kreacje pierwszoplanowe. (gazeta.pl)

## 6 marca2006
- Premier Hiszpanii José Luis Rodríguez Zapatero na spotkaniu w Grenadzie z Kazimierzem Marcinkiewiczem ogłosił otwarcie rynku pracy dla obywateli nowych państw członkowskich UE, w tym Polski. Analogiczne kroki zapowiedziały Portugalia i Grecja. (gazeta.pl).

## 8 marca2006
- Jerzy Urban został prawomocnie skazany na 20 tys. zł grzywny za znieważenie w 2002 ojca świętego Jana Pawła II jako głowy Państwa Watykańskiego. (gazeta.pl)
- Zebrała się Komisja Nadzoru Bankowego, aby rozpatrzyć wniosek Unicredit o zgodę na realizację prawa głosu z większościowego pakietu akcji w BPH. Leszek Balcerowicz jako przewodniczący komisji wykluczył Cezarego Mecha, wiceministra finansów z posiedzenia na wniosek Unicredit, bo doszedł do wniosku, że przedstawiciel rządu nie jest bezstronny. Komisja uznała, że Ministerstwo Skarbu nie jest stroną w sporze i odmówiła udziału w postępowaniu jego przedstawicielom. (wp.pl)

## 9 marca2006
- W wieku 90 lat w Warszawie zmarła Hanka Bielicka, znana aktorka teatralna i filmowa.

## 10 marca 2006
- Podczas debaty sejmowej dotyczącej wykluczenia wiceministra finansów Mecha z posiedzenia Komisji Nadzoru Bankowego wystąpił jej prezes NBP Balcerowicz broniąc słuszności swojej decyzji. Podczas wystąpienia posłów uciszał prowadzący obrady wicemarszałek Lepper. Podczas dalszych wystąpień premier Marcinkiewicz oraz minister finansów Gilowska oskarżyli Balcerowicza o złamanie prawa.

## 11 marca2006
- W areszcie w Hadze zmarł Slobodan Milošević, były prezydent Jugosławii, sądzony przed Międzynarodowym Trybunałem ds. byłej Jugosławii. Miał 64 lata. Więcej w Wikinews.
- W Madrycie władze oraz zwykli obywatele uczcili pamięć ofiar zamachu terrorystycznego z roku 2004. (wp.pl)

## 13 marca2006
- Przedstawiciele PiS złożyli do laski marszałkowskiej projekt uchwały o powołaniu komisji śledczej, która ma zbadać działalność NBP, KNB oraz GINB w latach 1989–2006.

## 14 marca2006
- Francuski kontrakt pierwszego zatrudnienia jest przyczyna starć ulicznych w wielu miastach Francji, głównym jednak miejscem wydarzeń pozostaje Paryż i okolice Sorbony, gdzie manifestowało 4300 studentów i licealistów. Jacques Chirac, przebywający aktualnie w Berlinie, wyraził swoje całkowite poparcie dla projektu ustawy dot. ww. kontraktu oraz dla polityki prowadzonej przez obecnego premiera Francji, Dominique’a de Villepin. Więcej w Le Monde.
- Marszałek sejmu Marek Jurek zwołał w trybie pilnym posiedzenie sejmu, aby rozpatrzyć wniosek o przyjęcie rezolucji wzywającej KNB to działania zgodnie z prawem. Podczas debaty prezes PO, Tusk porównał szefa PiS, Jarosława Kaczyńskiego do lidera Samoobrony, Leppera twierdząc, że dziś to Kaczyński mówi „Balcerowicz musi odejść”. W odpowiedzi Kaczyński oskarżył posłów PO o „lumpenliberalizm”. (wp.pl).

## 15 marca2006
- Podczas debaty sejmowej premier Marcinkiewicz ujawnił list ABW do przedstawicieli KNB. Tajne służby doniosły, iż Unicredito nakazało funduszom inwestycyjnym związanym z bankiem Pekao aby wstrzymały się od obrotu akcjami banku BPH. Ostrzeżenie było o tyle absurdalne, że zamrożenie obrotu akcjami spółki przejmowanej to wyraźna polityka mająca na celu uniknięcie podejrzeń o posługiwanie się informacjami niejawnymi (tzw. insider trading) – które jest karane. Sejm przyjął rezolucję wzywającą KNB do poszanowania prawa podczas podejmowania decyzji w sprawie fuzji Pekao oraz BPH. Blokujące działania rządu po raz kolejny spotkały się z potępieniem Komisji Europejskiej. KNB odłożyła na wniosek przedstawiciela Ministerstwa Sprawiedliwości na trzy tygodnie decyzję dotyczącą połączenia banków. (pb.pl)

## 16 marca2006
- Na warszawskich Starych Powązkach w rodzinnym grobowcu złożono ciało znanej aktorki, Hanki Bielickiej. W pogrzebie uczestniczyła żona prezydenta Lecha Kaczyńskiego, Maria Kaczyńska, artyści oraz wielbiciele.

## 18 marca2006
- Podczas konwencji wyborczej PiS, Jarosław Kaczyński ogłosił, że jego partia złoży w najbliższym możliwym terminie wniosek o samorozwiązanie sejmu. Lider partii stwierdził, że wybory powinny odbyć się przed wizytą Benedykta XVI w Polsce, czyli w maju. Liderzy LPR i Samoobrony uznali, wypowiedź lidera PiS za ostateczne zerwanie Paktu stabilizacyjnego. (gazeta.pl)
- Przez francuskie miasta przetoczyła się fala protestów przeciwko contrat première embauche, w których uczestniczyły setki tysięcy studentów oraz wielu innych osób skupionych wokół lewicowych związków zawodowych. W Paryżu po demonstracji doszło do zamieszek, podczas których chuligani spalili kilka samochodów. Policja użyła gazu łzawiącego. bbc.co.uk (ang.)
- Slobodan Milošević został pochowany w rodzinnym Požarevacu. (wp.pl)

## 19 marca2006
- PO zapowiedziała sprzeciw wobec planów PiS dotyczących rozpisania przyspieszonych wyborów. (interia.pl)
- Na Białorusi zakończyły się wybory prezydenckie. Według rządowych źródeł zwyciężył Alaksandar Łukaszenka zdobywając 82,6% głosów przy 92,6% frekwencji. Opozycja oskarżyła władze o fałszerstwa wyborcze. Wieczorem na Placu Październikowym w Mińsku na znak protestu odbył się wiec, na którym zebrało się ok. 10 tys. osób. (gazeta.pl)

## 20 marca2006
- OBWE w oficjalnym raporcie uznała wyniki wyborów prezydenckich na Białorusi za sfałszowane. Grupa kilkuset młodych opozycjonistów spędziła noc z 19 na 20 marca na Placu Październikowym w Mińsku. Rozbito kilkanaście namiotów. Wieczorem odbyła się kolejna demonstracja, ale uczestniczyło w niej tylko 5 tys. osób. (gazeta.pl)
- Cyklon Larry uderzył w północno-wschodnie wybrzeże Australii. Rannych zostało kilkanaście osób, a 50 tys. domów zostało pozbawionych energii elektrycznej.

## 21 marca2006
- Na Placu Październikowym w Mińsku trwały protesty opozycji. (gazeta.pl)

## 22 marca2006
- Prawo i Sprawiedliwość zapowiedziało złożenie projektu nowelizacji ordynacji wyborczej, wprowadzającą ordynację mieszaną. Tusk, lider PO wypowiedział się przychylnie o tym pomyśle, ale odrzucił możliwość wyborów w maju 2006. (money.pl)
- Organizacja terrorystyczna separatystów baskijskich ETA ogłosiła trwałe zawieszenie broni. Wyrzekając się przemocy, ETA chce umożliwić prowadzenie negocjacji z rządem hiszpańskim na temat zwiększenia autonomii Kraju Basków. Trwały pokój ETA deklarowała już w 1998 roku, ale wycofała się z niego rok później. Podczas czterech dekad terroru ETA zamorodowała 800 osób. (wprost.pl)

## 23 marca2006
- Trybunał Konstytucyjny uznał zaskarżone przez Rzecznika Praw Obywatelskich przepisy w ustawie medialnej autorstwa PiS za niezgodne z Konstytucją RP usuwając je. Sama ustawa została jednak podtrzymana mimo wątpliwości co do trybu jej uchwalenia. Uchylony został m.in. przepis na mocy którego Prezydent RP powołał przewodniczącą KRRiT (Elżbietę Kruk). Trybunał uznał także za niezgodne z prawem uprzywilejowanie nadawców „społecznych” względem „komercyjnych” zrównując ich wobec prawa oraz możliwość rozstrzygania o etyce dziennikarskiej przez organ administracyjny, którym jest Rada. Za niekonstytucyjne uznano wreszcie natychmiastowe wygaszenie kadencji poprzednich członków Rady jako naruszające ciągłość jej działania. (Gazeta.pl)
- Trwały manifestacje na francuskich ulicach przeciwko contrat première embauche, nowej umowie o pracę uznanej przez protestującą młodzież i związki zawodowe za zbyt liberalną. W ich trakcie w Paryżu doszło do podpaleń samochodów na ulicach i plądrowania sklepów. Premier Dominique de Villepin potwierdził w liście zaadresowanym do syndykatów swoje zaangażowanie w projekt ustawy, proponując jednak rozmowy. Związki zawodowe zadeklarowały gotowość do pertraktacji, które mają zacząć się już w piątek 24 marca. (tvp.pl)

## 24 marca2006
- Posłanka LPR Ewa Sowińska została przy poparciu posłów PiS oraz Samoobrony Rzecznikiem Praw Dziecka. (wprost.pl)
- Sejm RP powołał uchwałą komisję śledczą ds. banków i nadzoru bankowego. Prezes NBP, Balcerowicz stwierdził, że uchwała sejmu, jest niezgodna z konstytucją RP. (gazeta.pl)
- Białoruski Specnaz brutalnie aresztował w nocy około 200 uczestników Dżinsowej rewolucji w Mińsku. (Gazeta.pl)
- Watykan: Podczas konsystorzu Stanisław Dziwisz podniesiony został do godności kardynalskiej. Oprócz Dziwisza biret kardynalski z rąk papieża Benedykta XVI otrzymało jeszcze 14 kardynałów, trzech z nich nie może brać już udziału w konklawe; obecnie liczba kardynałów uprawniona do wyboru papieża jest maksymalna – 120. bbc.co.uk (ang.)
- Prezydent Korei Południowej, Ro Mu Hiun desygnował na premiera posłankę Han Miung Suk. (gazeta.pl)

## 25 marca2006
- Władze białoruskie stłumiły z użyciem siły demonstracje w centrum Mińska. Alaksandar Kazulin, kandydat na prezydenta w ostatnich wyborach na Białorusi, został aresztowany. (wp.pl)

## 26 marca2006
- Ulicami Los Angeles przemaszerowała 500-tysięczna kolumna imigrantów oraz innych przeciwników ustawy zaostrzającej sankcje prawne przeciw obcokrajowcom pracującym nielegalnie oraz przekraczającym “zieloną granicę”. (gazeta.pl)
- Na Ukrainie odbyły się wybory parlamentarne. Zgodnie z exit polls największą liczbę głosów, czyli 33,28% zdobyła Partia Regionów, byłego premiera Janukowycza. Ugrupowania skłóconych liderów pomarańczowej rewolucji, otrzymały odpowiednie po 22,72% głosów dla Bloku Julii Tymoszenko oraz 13,53% dla Bloku Nasza Ukraina wspierającego prezydenta Juszczenko. (wp.pl)

## 27 marca2006
- W wieku 85 lat zmarł w Krakowie Stanisław Lem, jeden z najpopularniejszych i najbardziej cenionych polskich pisarzy, autor książek science-fiction. (gazeta.pl)

## 29 marca2006
- Jak ujawniła telewizja TVN w programie Teraz my, gen. Wojciech Jaruzelski odznaczony został przez prezydenta Lecha Kaczyńskiego Krzyżem Zesłańców Sybiru. Fakt ten tłumaczony jest przez Kancelarię Prezydenta jako wypadek przy pracy.
- W Polsce około południa mogliśmy obserwować częściowe zaćmienie Słońca. W niektórych regionach kraju obserwację utrudniało niestety zachmurzenie. Pełne zaćmienie mogli oglądać mieszkańcy atlantyckiego wybrzeża Brazylii, Afryki od Ghany po Egipt, Turcji, Kaukazu i Kazachstanu. (gazeta.pl, NASA, galeria)

## 30 marca2006
- O godzinie 2:30:20 UTC z kosmodromu Bajkonur w Kazachstanie wystartował statek Sojuz, na pokładzie którego znajdują się członkowie Ekspedycji 13. na Międzynarodową Stację Kosmiczną ISS. (NASA TV, )
- Z wizytą w Polsce przebywał Aleksander Milinkiewicz, kandydat na prezydenta w ostatnich wyborach na Białorusi.